# Course à pied de plusieurs jours
Une course à pied de plusieurs jours ou course à pied multi-jours est une épreuve d'ultramarathon qui est soit segmentée en événements quotidiens d'une distance ou d'un temps spécifié, soit mise en scène de manière que les coureurs puissent courir à leur propre discrétion, sur un parcours fixe ou sur un nombre de jours déterminé. Les courses de plusieurs jours peuvent aller de 48 heures en piste continue aux courses transcontinentales par étapes organisées.

## Au-delà du marathon
Les épreuves de course de très grande endurance peuvent être divisées en trois grandes catégories :
- le marathon traditionnel de 26,2 miles (42,195 km)
- l'ultramarathon ou ultrafond, défini comme tout épreuve plus long que le marathon
- les événements de plusieurs jours allant de 48 heures (comme celles de Royan en France) et jusqu'à six jours[1] pour les formats classiques, voire au-delà : 1000 km, 3 100 miles[2] (5 000 km) ou encore les courses à élimination (Backyard Ultra) où distance et durée ne sont plus délimitées.

Parmi les courses se déroulant sur plusieurs jours, on peut distinguer les courses sur boucles où l'objectif est de parcourir un maximum de distance durant le temps impartis et les courses par étapes où l'objectif est de terminer les étapes successives, les distances et parcours des étapes étant fixés par l'organisateur.

## Types de courses
De nombreuses courses de plusieurs jours sont organisées sur des pistes ou des boucles mesurées, ce qui facilite la fourniture de soutien et de station d'aide pour les coureurs. Les courses d'étape sont l'alternative ; Il s'agit de courses de point à point telles que la course transaméricaine qui traversent le continent nord-américain d'un océan à l'autre, la Marche de Gobi (en) - un voyage de sept jours à travers le désert de Gobi -, le Kalahari Augrabies Extreme Marathon (en) - 7 jours et 250 km dans le désert du Kalahari - et le Yukon Arctic Ultra, un défi de 26, 100, 300 et 430 miles traversant le Yukon en plein hiver.
Les courses de plusieurs jours les plus longues incluent la course de TransEurope, qui a été de Lisbonne à Moscou en 2003, une distance d'environ 5 100 kilomètres. Ces événements font passer le coureur à un niveau différent, où la course devient un mode de vie et où la nutrition, le sommeil, l'énergie et les états psychologiques doivent être soigneusement gérés. La course de Self-Transcendence de 3100 Mile est la plus longue course à pied certifiée au monde.

## Le passé
L'âge d'or des courses de plusieurs jours remonte aux années 1870 et 1880, quand elles sont tenues en intérieur et offrent des prix substantiels. Connus sous le nom de piétons (le terme anglais pedestrian qui donna "pédestrianisme (en)"), ces athlètes établissent des records qui, dans certains cas, sont détenus jusqu'à récemment. À l'été 1809, à Newmarket, en Angleterre, Robert Barclay Allardice, plus connu sous le nom de capitaine Barclay, parcours un mile (1,609 km) pour chaque heure consécutive, totalisant 1 000 miles soit 1 609 km en 1000 heures,.
La course de plusieurs jours la plus courante de l'époque est la course de 6 jours, qui est courue du lundi au samedi avec le dimanche comme jour de repos. En 1878, Sir John Dugdale Astley (en) est inspiré à créer une série de sept courses internationales de six jours, dans lequel les concurrents rivalisent pour la Ceinture d'Astley. Les deux premiers concurrents sont l'américain Edward Payson Weston, qui couvre 500 miles (804,67 km) en 6 jours. L'Anglais Charles Rowell parcours 241 km dans la première journée d'une course de 6 jours dans les années 1880,.
Au début des années 1890, l'enthousiasme du public pour de tels événements change pour les courses de vélo, et l'engouement pour les courses de plusieurs jours prend fin. L'intérêt revient à la fin des années 1920, avec l'avènement des courses transaméricaines. Ces évènements sont des courses transcontinentales qui inspirent une nouvelle génération à défier les grandes distances. Il n'y a guère de récompense pour ces courses à long terme et ce n'est que dans les années 1980 que l'intérêt se réveille dans de véritables courses de plusieurs jours. En 1980, Don Choi, ouvrier postal de San Francisco, organise la première course moderne de six jours sur une piste à Woodside, en Californie.

## Le présent
Au cours des dernières années, plusieurs courses de plusieurs jours sont tenues, parmi lesquelles les courses australiennes Westfield Sydney à Melbourne qui ont eu lieu de 1983 à 1991 et les 6 jours de Colac (en) (1983-2006) qui ne sont plus tenus. 2012 voit la dernière course TransEurope de 64 étapes organisée par Ingo Schulze.
Les courses de Sri Chinmoy proposent plusieurs épreuves de plusieurs jours chaque année aux États-Unis : des courses de 6 et 10 jours, une course de 3 100 miles (5 000 km), 700, 1 000 et 1 300 miles (2 100 km), et plusieurs 24 et 48 heures à travers le monde. En Italie, à Policoro, se déroule deux fois par an un festival d'ultramarathon avec des courses multi-jours de formats allant de 48h jusqu'à 1000 miles.
Parmi les courses par étapes, on peut citer la Transe Gaule, la TransAllemagne (de), la TransCorée, les courses occasionnelles comme la TransAm et la TransAustralie. Les 4 séries de course des déserts du RacingThePlanet (en) et le Marathon des Sables font partie des courses les plus populaires qui se déroulent aujourd'hui.
En 2021, l'association GOMU (Global Organization of Multi-Day Ultramarathoners) est créée et organise les Championnats mondiaux de 48 heures et 6 jours.

## Les piétons notables (pedestrians)
- Edward Payson Weston[9]
- Daniel O'Leary[15]
- Foster Powell (en)[16]
- Charles Rowell[10],[11]
- Fred Hitchborn[17]
- George Littlewood (en)[18]
- Robert Barclay Allardice[5],[6]

## Les coureurs de plusieurs jours notables
- Yiánnis Koúros, détenteur d'un grand nombre de records du monde du 100 au 1 000 miles et du 12 h au 6 jours en extérieur[19],[20].
- Serge Girard, premier à avoir traversé tous les continents en courant, sans un seul jour de repos sur chaque traversée, de 1997 à 2006[21],[22].
- Patrick Malandain, recordman des 1 000 km de France en 2014, détient le record de la traversée de l'Australie en 2013 (en)[23].
- William Sichel, détenteur de nombreux records en tant que britannique, a notamment gagné les 6 jours de Monaco en 2006[24] et 2007[25].
- Al Howie, a gagné plus de 50 marathons, ultramarathons et courses de plusieurs jours en plus de deux décades[26].
- Paula Mairer, est détentrice de plusieurs records du monde, dont ceux sur 1 000 km et 1 300 miles[27]
- Sandra Barwick, est détentrice de plusieurs records du monde, sur 6 jours, 1 000 miles, 2 000 km[28],[29]...
- Suprabha Beckjord (en), détentrice de plusieurs records du monde sur plus de 1 000 miles en 1989, 1996, 1997 et 1998[30],[31].
- Ashprihanal Pekka Aalto, a remporté huit fois la plus longue course certifiée de 3 100 miles[32].

## Les courses de plusieurs jours notables
- La course des quatre déserts (en) (la traversée d'Atacama, La marche de Gobi, la course du Sahara, le dernier désert)[33]
- EndurRun International (8 jours)[34]
- 6 jours de France (11e édition en 2016)[35] - anciennement Course de 6 jours d'Antibes (en) (24, 48, 72h et 6 jours - dernière édition en 2011)[36]
- Across The Years (24, 48, 72h et 6 jours en Arizona - États-Unis)[37]
- Festival International d'Ultramarathons d'Athènes (24h, 48h, 72h, 6 et 7 jours, 1 000 km et 1 000 miles)[38]
- 6 jours de Colac (en) (dernière édition en 2006 )
- Marathon des Sables (environ 250 km sur plusieurs jours au Maroc)[39],[13]
- 6 et 10 jours Self-Transcendence (sur une boucle d'un mile à New York)[40]
- 3100 miles Self-Transcendence (sur une boucle à New York, course limitée à 52 jours)[41]
- 48 heures de Royan
- 48 heures pédestres de Surgères (dernière édition en 2010)[42]
- TransEurope (dernière édition en 2010)[43]
- Supermarathon Vienna-Bratislava-Budapest (en) (320 km en 5 jours - dernière édition en 2011)
- Marathon extrême du Kalahari (en)(environ 250 km sur 7 jours)[44]
- UltraCentric (en) (24 et 48h au Texas - États-Unis)[45]
- World Marathon Challenge (7 marathons en 7 jours sur 7 continents)[46]
- Yukon Arctic Ultra (marathon, 100, 300 et 430 miles en Arctique - Canada)[47]
- La Ultra - The High (333 km en 3 jours)[48]
- Ultra-trail - La 555+ (564 km en 6 jours dans le désert en Égypte)[49],[50]